# Cumulus Media
Cumulus Media, inc. (et sa filiale d'exploitation, Cumulus Broadcasting ) est une multinationale des États-Unis, et le second plus grand groupe de radio derrière Clear Channel Communications. Elle exploite les fréquences AM et FM sur les 570 stations qu'elle possède depuis le 16 septembre 2011. La société dirige également Cumulus Media Networks. Le siège social de Cumulus Media se trouve à Atlanta, en Géorgie.

## Histoire
Contrairement à d'autres sociétés de diffusion de radio, Cumulus ne possède pas de chaînes de télévision, salles de concert, ou d'autres activités annexes.